# Flor-de-Lis
Flor-de-Lis ist eine Band aus Portugal. Die Musiker vertraten 2009 Portugal beim Eurovision Song Contest in Moskau.

## Bandgeschichte
Die im Jahr 2004 gegründete Gruppe Flor-de-Lis besteht aus den Mitgliedern Daniela Varela (Gesang), Paulo Pereira (Blasinstrumente), José Camacho (Gitarre, Portugiesische Gitarre), Jorge Marques (Gitarre, Cavaquinho), Ana Sofia Campeã (Akkordeon), Rolando Amaral (Bass) und Pedro Marques (Schlagzeug). In ihrem Repertoire verbinden die Musiker portugiesische Volksmusik mit moderner Popmusik. Zudem finden sich in ihren Songs Einflüsse lateinamerikanischer und afrikanischer Musik.
2009 nahmen Flor-de-Lis mit einem von zunächst 24 von einer Jury ausgewählten Beiträgen am portugiesischen Musikfestival Festival da Canção teil, das zugleich als nationaler Vorentscheid zum Eurovision Song Contest dient. Bei der Endausscheidung am 27. Februar 2009 im Lissaboner Teatro Camões gewannen sie mit dem Titel Todas as ruas do amor (deutsch: „All die Straßen der Liebe“) das nationale Finale der letzten zwölf Teilnehmer. Bei der Abstimmung wurde je zur Hälfte ein Juryentscheid und das Televoting der portugiesischen Fernsehzuschauer gewertet. Die Band konnte am 14. Mai 2009 beim zweiten Halbfinale in der Moskauer Olimpijski-Arena im Vergleich mit 18 weiteren Musikdarbietungen ihr Lied für das Finale des Eurovision Song Contests 2009 qualifizieren. Dort belegten sie beim Sieg des Norwegers Alexander Rybak einen 15. Platz.

## Diskografie
- 2010: Signo Solar